# Superprestige 2013-2014
Navigation
2012-2013 2014-2015
Le Superprestige 2013-2014 est la 32e édition du Superprestige, compétition qui se déroule entre le 27 octobre 2013 et le 15 février 2014. Le Superprestige est composé de huit manches pour les élites hommes, espoirs et juniors et de sept pour élites femmes. Les manches ont lieu en Belgique et aux Pays-Bas. Toutes les épreuves font partie du calendrier de la saison de cyclo-cross masculine et féminine 2013-2014.

## Barème
Les 15 premiers de chaque course marquent des points pour le classement général suivant le tableau suivant :
| Position           | 1er | 2e | 3e | 4e | 5e | 6e | 7e | 8e | 9e | 10e | 11e | 12e | 13e | 14e | 15e |
| Classement général | 15  | 14 | 13 | 12 | 11 | 10 | 9  | 8  | 7  | 6   | 5   | 4   | 3   | 2   | 1   |

## Hommes élites

### Résultats
| # | Date        | Lieu                                       | Vainqueur        | Deuxième          | Troisième         | Leader du classement général |
| - | ----------- | ------------------------------------------ | ---------------- | ----------------- | ----------------- | ---------------------------- |
| 1 | 27 octobre  | Ruddervoorde (Cyclo-cross de Ruddervoorde) | Klaas Vantornout | Sven Nys          | Tom Meeusen       | Klaas Vantornout             |
| 2 | 3 novembre  | Zonhoven (Cyclo-cross de Zonhoven)         | Sven Nys         | Niels Albert      | Klaas Vantornout  | Sven Nys                     |
| 3 | 10 novembre | Hamme-Zogge (Bollekescross)                | Niels Albert     | Sven Nys          | Philipp Walsleben | Sven Nys                     |
| 4 | 17 novembre | Gavere (Cyclo-cross d'Asper-Gavere)        | Sven Nys         | Philipp Walsleben | Klaas Vantornout  | Sven Nys                     |
| 5 | 24 novembre | Gieten (Cyclo-cross de Gieten)             | Niels Albert     | Lars van der Haar | Tom Meeusen       | Niels Albert                 |
| 6 | 29 décembre | Diegem (Cyclo-cross de Diegem)             | Sven Nys         | Tom Meeusen       | Niels Albert      | Niels Albert                 |
| 7 | 9 février   | Hoogstraten (Vlaamse Aardbeiencross)       | Sven Nys         | Klaas Vantornout  | Niels Albert      | Niels Albert                 |
| 8 | 15 février  | Middelkerke (Noordzeecross)                | Tom Meeusen      | Kevin Pauwels     | Sven Nys          | Sven Nys                     |

### Classement général
| Pos | Coureur             | Points |
| --- | ------------------- | ------ |
| 1   | Sven Nys            | 101    |
| 2   | Niels Albert        | 101    |
| 3   | Tom Meeusen         | 84     |
| 4   | Klaas Vantornout    | 83     |
| 5   | Philipp Walsleben   | 77     |
| 6   | Lars van der Haar   | 75     |
| 7   | Kevin Pauwels       | 57     |
| 8   | Rob Peeters         | 53     |
| 9   | Thijs van Amerongen | 49     |
| 10  | Bart Aernouts       | 33     |

## Femmes élites

### Résultats
| # | Date        | Lieu                                       | Vainqueur    | Deuxième     | Troisième          |
| - | ----------- | ------------------------------------------ | ------------ | ------------ | ------------------ |
| 1 | 27 octobre  | Ruddervoorde (Cyclo-cross de Ruddervoorde) | Helen Wyman  | Nikki Harris | Sanne Cant         |
| 2 | 10 novembre | Hamme-Zogge (Bollekescross)                | Nikki Harris | Sanne Cant   | Sophie de Boer     |
| 3 | 17 novembre | Gavere (Cyclo-cross d'Asper-Gavere)        | Sanne Cant   | Helen Wyman  | Nikki Harris       |
| 4 | 24 novembre | Gieten (Cyclo-cross de Gieten)             | Helen Wyman  | Sanne Cant   | Sabrina Stultiens  |
| 5 | 29 décembre | Diegem (Cyclo-cross de Diegem)             | Sanne Cant   | Eva Lechner  | Elle Anderson      |
| 6 | 9 février   | Hoogstraten (Vlaamse Aardbeiencross)       | Nikki Harris | Sanne Cant   | Jolien Verschueren |
| 7 | 15 février  | Middelkerke (Noordzeecross)                | Helen Wyman  | Sanne Cant   | Jolien Verschueren |

### Classement général
Pas de classement général pour les féminines.

## Hommes espoirs

### Résultats
| # | Date        | Lieu                                       | Vainqueur            | Deuxième               | Troisième              | Leader du classement général |
| - | ----------- | ------------------------------------------ | -------------------- | ---------------------- | ---------------------- | ---------------------------- |
| 1 | 27 octobre  | Ruddervoorde (Cyclo-cross de Ruddervoorde) | Mathieu van der Poel | Michael Vanthourenhout | Gianni Vermeersch      | Mathieu van der Poel         |
| 2 | 3 novembre  | Zonhoven (Cyclo-cross de Zonhoven)         | Mike Teunissen       | Toon Aerts             | Quinten Hermans        | Mike Teunissen               |
| 3 | 10 novembre | Hamme-Zogge (Bollekescross)                | Mathieu van der Poel | Wout van Aert          | Gianni Vermeersch      | Mathieu van der Poel         |
| 4 | 17 novembre | Gavere (Cyclo-cross d'Asper-Gavere)        | Wout van Aert        | Jens Adams             | Gianni Vermeersch      | Mathieu van der Poel         |
| 5 | 24 novembre | Gieten (Cyclo-cross de Gieten)             | Mathieu van der Poel | Yorben Van Tichelt     | Gianni Vermeersch      | Mathieu van der Poel         |
| 6 | 29 décembre | Diegem (Cyclo-cross de Diegem)             | Mathieu van der Poel | Wout van Aert          | Laurens Sweeck         | Mathieu van der Poel         |
| 7 | 9 février   | Hoogstraten (Vlaamse Aardbeiencross)       | Wout van Aert        | Toon Aerts             | Michael Vanthourenhout | Mathieu van der Poel         |
| 8 | 15 février  | Middelkerke (Noordzeecross)                | Wout van Aert        | Michael Vanthourenhout | Toon Aerts             | Mathieu van der Poel         |

### Classement général
| Pos | Coureur                | Points |
| --- | ---------------------- | ------ |
| 1   | Mathieu van der Poel   | 91     |
| 2   | Wout van Aert          | 81     |
| 3   | Gianni Vermeersch      | 77     |
| 4   | Toon Aerts             | 68     |
| 5   | Tim Merlier            | 67     |
| 6   | Laurens Sweeck         | 59     |
| 7   | David van der Poel     | 54     |
| 8   | Jens Adams             | 35     |
| 9   | Michael Vanthourenhout | 47     |
| 10  | Yorben van Tichelt     | 44     |

## Hommes juniors

### Résultats
| # | Date        | Lieu                                       | Vainqueur       | Deuxième          | Troisième     | Leader du classement général |
| - | ----------- | ------------------------------------------ | --------------- | ----------------- | ------------- | ---------------------------- |
| 1 | 27 octobre  | Ruddervoorde (Cyclo-cross de Ruddervoorde) | Yannick Peeters | Thijs Aerts       | Stijn Caluwé  | Yannick Peeters              |
| 2 | 3 novembre  | Zonhoven (Cyclo-cross de Zonhoven)         | Thomas Joseph   | Jens Teirlinck    | Nick Verheyen | Thomas Joseph                |
| 3 | 10 novembre | Hamme-Zogge (Bollekescross)                | Yannick Peeters | Thomas Joseph     | Kobe Goossens | Thomas Joseph                |
| 4 | 17 novembre | Gavere (Cyclo-cross d'Asper-Gavere)        | Yannick Peeters | Gianni Van Donink | Thijs Aerts   | Thomas Joseph                |
| 5 | 24 novembre | Gieten (Cyclo-cross de Gieten)             | Yannick Peeters | Thijs Aerts       | Adam Toupalik | Yannick Peeters              |
| 6 | 29 décembre | Diegem (Cyclo-cross de Diegem)             | Yannick Peeters | Eli Iserbyt       | Kobe Goossens | Yannick Peeters              |
| 7 | 9 février   | Hoogstraten (Vlaamse Aardbeiencross)       | Yannick Peeters | Johan Jacobs      | Thijs Aerts   | Yannick Peeters              |
| 8 | 15 février  | Middelkerke (Noordzeecross)                | Johan Jacobs    | Eli Iserbyt       | Kobe Goossens | Yannick Peeters              |

### Classement général
| Pos | Coureur               | Points |
| --- | --------------------- | ------ |
| 1   | Yannick Peeters       | 90     |
| 2   | Thomas Joseph         | 76     |
| 3   | Thijs Aerts           | 72     |
| 4   | Jelle Schuermans      | 53     |
| 5   | Jens Teirlinck        | 52     |
| 6   | Stijn Caluwé          | 52     |
| 7   | Pieter van Roosbroeck | 49     |
| 8   | Kobe Goossens         | 47     |
| 9   | Sieben Wouters        | 39     |
| 10  | Gianni van Donink     | 38     |